# 1184 w polityce

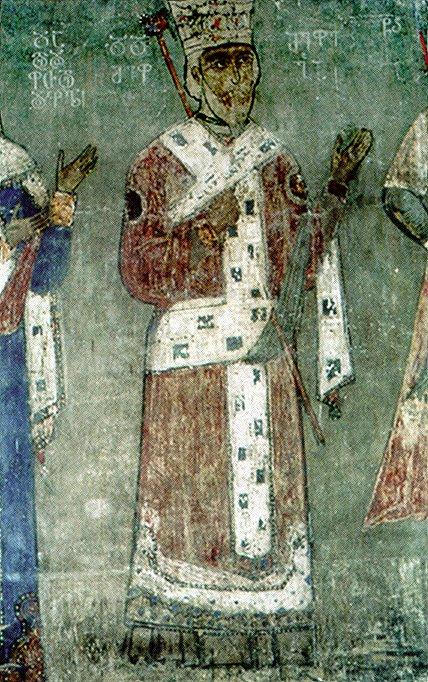
Jerzy III

Wydarzenia polityczne w 1184 roku.

## Wydarzenia
- Papież Lucjusz III wyklął waldensów[1][2].
- Kazimierz II Sprawiedliwy przekazał Fryderykowi Barbarossie zaległy trybut, unikając najazdu[3].

## Zmarli
- Jerzy III, król Gruzji[4].